# Balazote
Balazote – gmina w Hiszpanii, w prowincji Albacete, w Kastylii-La Mancha, o powierzchni 65,15 km². W 2011 roku gmina liczyła 2447 mieszkańców.